# Incêndio na fábrica de Anyang em 2022
O incêndio na fábrica de Anyang em 2022 ocorreu em 21 de novembro de 2022, quando um incêndio em uma fábrica, localizada na cidade de Anyang, província de Honã, no centro da China, resultou na morte de 38 pessoas e feriu outras duas pessoas. Segundo a mídia estatal, o incêndio foi iniciado por "soldagem ilegal".

## Incêndio
Às 16h22 do dia 21 de novembro de 2022, horário local, um incêndio ocorreu na fábrica Kaixinda Trading Co., Ltd., localizada na cidade de Anyang, província de Honã, no centro da China. A mídia estatal disse que o incêndio começou em uma instalação pertencente a uma pequena empresa privada na "zona de alta tecnologia" de Anyang, sem entrar em mais detalhes sobre a natureza do negócio. O incêndio resultou na morte de 38 pessoas e feriu outras duas pessoas, sendo que no total 89 sobreviveram ao incidente.

## Resposta de emergência
Após o início do incêndio, os departamentos de combate a incêndios, segurança pública, emergência, municipal e de fornecimento de energia da cidade de Anyang chegaram ao local para realizar a resposta de emergência e o trabalho de resgate. Por volta das 20h, horário local, daquele dia, após mais de três horas do incidente, o fogo estava basicamente sob controle. Três horas depois, o fogo foi totalmente extinto. De acordo com um comunicado do governo, mais de 200 socorristas e 60 bombeiros combateram o incêndio, sendo que também havia psicólogos no local para os familiares das vítimas.

## Causa
De acordo com a equipe do Departamento de Gerenciamento de Emergências da cidade de Anyang, a causa do incidente foram operações ilegais de soldagem elétrica ("soldagem ilegal") no depósito no primeiro andar do prédio, que incendiaram o algodão hidrófilo e, em seguida, incendiaram ainda mais uma grande quantidade de tecido empilhado na fábrica. A fumaça densa fez com que alguns trabalhadores do segundo andar sufocassem e morressem.

## Reações
Após o incidente, Xi Jinping, Secretário-Geral do Partido Comunista da China e presidente do país, emitiu algumas instruções, assim como Li Keqiang, primeiro-ministro do país. Na manhã de 22 de novembro, o Ministério de Gerenciamento de Emergências enviou um grupo de trabalho ao local para orientar o trabalho de resposta a emergências. O grupo de trabalho foi liderado por Wang Xiangxi, vice-diretor do Comitê de Segurança do Conselho de Estado e diretor do Departamento de Gerenciamento de Emergências, Song Yuanming, vice-diretor do Departamento de Gerenciamento de Emergências, e Qiong Se, diretor do Departamento de Bombeiros e Resgate. Na noite de 22 de novembro, o Secretário do Comitê Municipal do Partido Comunista de Anyang do Partido Comunista da China pediu desculpas em nome do Comitê Municipal do Partido de Anyang e do Governo Municipal.

## Investigação e consequências
Em 21 de novembro, dois suspeitos da empresa envolvidos no incidente e dois responsáveis pela Shangxin Clothing Co., Ltd., foram presos pela polícia. Em 23 de novembro, o Conselho de Estado estabeleceu uma equipe de investigação, com Song Yuanming, vice-ministro de Gerenciamento de Emergências, como líder da equipe. A empresa envolvida deixou de pagar a previdência social do empregado.